# Louis Andriessen
Louis Joseph Andriessen (født 6. juni 1939 i Utrecht, død 1. juli 2021) var en hollandsk komponist. Hans far var komponisten Hendrik Andriessen.
Et stærkt politisk engagement medførte, at han ofte skrev for utraditionelle ensembletyper præget af blæsere, elektriske instrumenter og forstærkning, hvor han søgte nye arbejdsformer og et nyt publikum.
Han har skrev bl.a. to symfonier, orkesterværker, koncertmusik, kammermusik etc.

## Udvalgte værker
- "Symfonier fra Nederlandene" (1974) - for blæserorkester
- Symfoni  "for løse Strenge" (1978) - for 12 strengeinstrumenter
- "Introspektioner II" (1963) - for orkester
- "Anakronisme nr. I" (1966) - for orkester
- "Kontra tempus" (1968) - for orkester
- "Amsterdam vrij" (1973) - for blæserorkester